# Emilia Corsi
Emilia Corsi (Lisboa, Portugal, 21 de gener de 1870 - Bolonya, Itàlia, 17 de setembre de 1928) fou una soprano italiana.

## Biografia
Emilia Corsi fou una soprano lírica lleugera amb una veu amb una "vocalitat evocadora pel color i l'esmalt". Va estudiar cant amb el seu pare, el tenor Achille Corsi (1840-1906). Era neboda del tenor Emilio Naudin.
Va triomfar al Teatre Comunal de Bolonya el 1886 en el rol de Micaela de l'òpera Carmen de Georges Bizet. En la primera part de la seva carrera es va imposar com a soprano lírica lleugera en les òperes Rigoletto de Verdi, El barber de Sevilla de Rossini i La sonnambula de Bellini. En la segona part de la seva carrera, amb un volum i un timbre vocal de més cos, va treballar principalment rols dramàtics, com ara els de les òperes Otello de Verdi, Manon Lescaut de Puccini, La Gioconda de Ponchielli i Cavalleria rusticana de Mascagni. Es va retirar dels escenaris el 1912, obrint després una escola de cant a Bolonya, a la qual va tenir com alumnes, entre d'altres, la soprano estoniana Ludmilla Hellat-Lemba i als tenors Angelo Minghetti i Ettore Cesa Bianchi.
Al Gran Teatre del Liceu va debutar la temporada 1887-1888, al llarg de la qual va intervenir en diverses òperes.
Va enregistrar diverses àries per a diversos segells discogràfics importants de la seva època, avui en dia remasteritzats en CD.

## Repertori
- Gaetano Donizetti
  - Don Pasquale (Norina)
  - Lucia di Lammermoor (Lucia)
- Gioachino Rossini
  - El barber de Sevilla (Rosina)
- Domenico Cimarosa
  - Il matrimonio segreto (Carolina)
- Giuseppe Verdi
  - Rigoletto (Gilda)
  - La traviata (Violetta Valéry)
  - Il trovatore (Leonora)
  - Otello (Desdemona)
  - Ernani (Elvira)
- Vincenzo Bellini
  - La sonnambula (Amina)
  - I puritani (Elvira)
- Amilcare Ponchielli
  - La Gioconda (Gioconda)
- Pietro Mascagni
  - Cavalleria rusticana (Santuzza)
  - L'amico Fritz (Suzel)
- Giacomo Puccini
  - Manon Lescaut (Manon)
  - La bohème (Mimì)
- Ruggero Leoncavallo
  - Pagliacci (Nedda)
- Umberto Giordano
  - Andrea Chénier (Maddalena)
- Arrigo Boito
  - Mefistofele (Margherita)
- Arturo Buzzi-Peccia
  - La forza d'amore (Giuliana)
- Richard Wagner
  - Der fliegende Holländer (Mary)
  - Die Walküre (Siglinda)
- Jules Massenet
  - Werther (Sofia)
  - Manon (Manon)
- Daniel Auber
  - Fra Diavolo (Zerlina)
- Ambroise Thomas
  - Mignon (Filina)
- Georges Bizet
  - Les Pêcheurs de perles (Leila)
- Giacomo Meyerbeer
  - Les Huguenots (Margherita)
- Piotr Ilitx Txaikovski
  - La dama de piques (Lisa)